# Larreoideae
A Larreoideae a zárvatermők törzsébe, a királydinnyefélék (Zygophyllaceae) családjába tartozó alcsalád, amelybe 5 nemzetség sorolható.

## Nemzetségek
- Bulnesia
- Guaiacum
- Larrea
- Pintoa
- Porlieria